# Jabłonne
Jabłonne – wieś na Ukrainie, w rejonie bereźneńskim obwodu rówieńskiego.